# Гранит Хилс (Калифорнија)
Гранит Хилс (енгл. Granite Hills) насељено је место без административног статуса у америчкој савезној држави Калифорнија.

## Демографија
По попису из 2010. године број становника је 3.035, што је 211 (-6,5%) становника мање него 2000. године.
| Група             | 2000.         | 2010.         |
| Белци             | 2.859 (88,1%) | 2.430 (80,1%) |
| Афроамериканци    | 47 (1,4%)     | 43 (1,4%)     |
| Азијати           | 32 (1,0%)     | 45 (1,5%)     |
| Хиспаноамериканци | 236 (7,3%)    | 401 (13,2%)   |
| Укупно            | 3.246         | 3.035         |